# Mars Exploration Rover

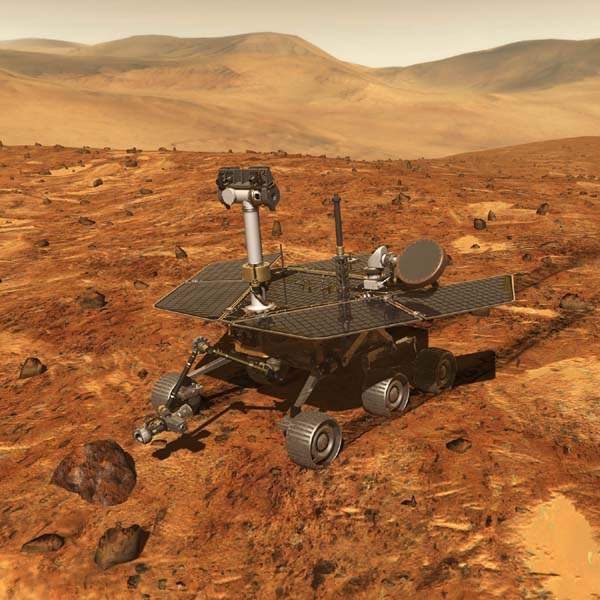
Марсоход MER на Марсе в представлении художника

Mars Exploration Rover (MER) — программа НАСА по исследованию планеты Марс с помощью двух однотипных мобильных, передвигающихся по поверхности космических аппаратов — марсоходов. Научный руководитель программы — Стив Скваерс.
В ходе выполнения программы на Марс были успешно доставлены марсоходы второго поколения MER-A Спирит (Spirit) и MER-B Оппортьюнити (Opportunity).
Спускаемый аппарат с марсоходом Спирит совершил мягкую посадку на Марс 4 января 2004 в кратер Гусева (координаты места посадки — 14,5718° ю. ш. 175,4785° в. д.).
Спускаемый аппарат с марсоходом Оппортьюнити совершил мягкую посадку на Марс 25 января 2004 на Плато Меридиана (координаты места посадки — 1,95° ю. ш. 354,47° в. д.).
При базовом 90-дневном сроке эксплуатации марсоходов Спирит проработал более 6 лет до 2011, а Оппортьюнити в 2012 установил рекорд продолжительности функционирования космического аппарата на поверхности Марса и продолжал работать до июня 2018 года, пока не перестал передавать данные из-за глобальной пылевой бури на Марсе. Миссия марсохода Оппортьюнити завершилась 13 февраля 2019 года.

## Названия марсоходов

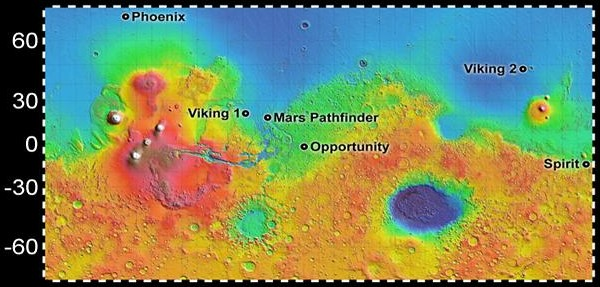
Места посадок на Марсе среди других аппаратов (Спирит — справа, Оппортьюнити — в центре)

Компоновка марсохода

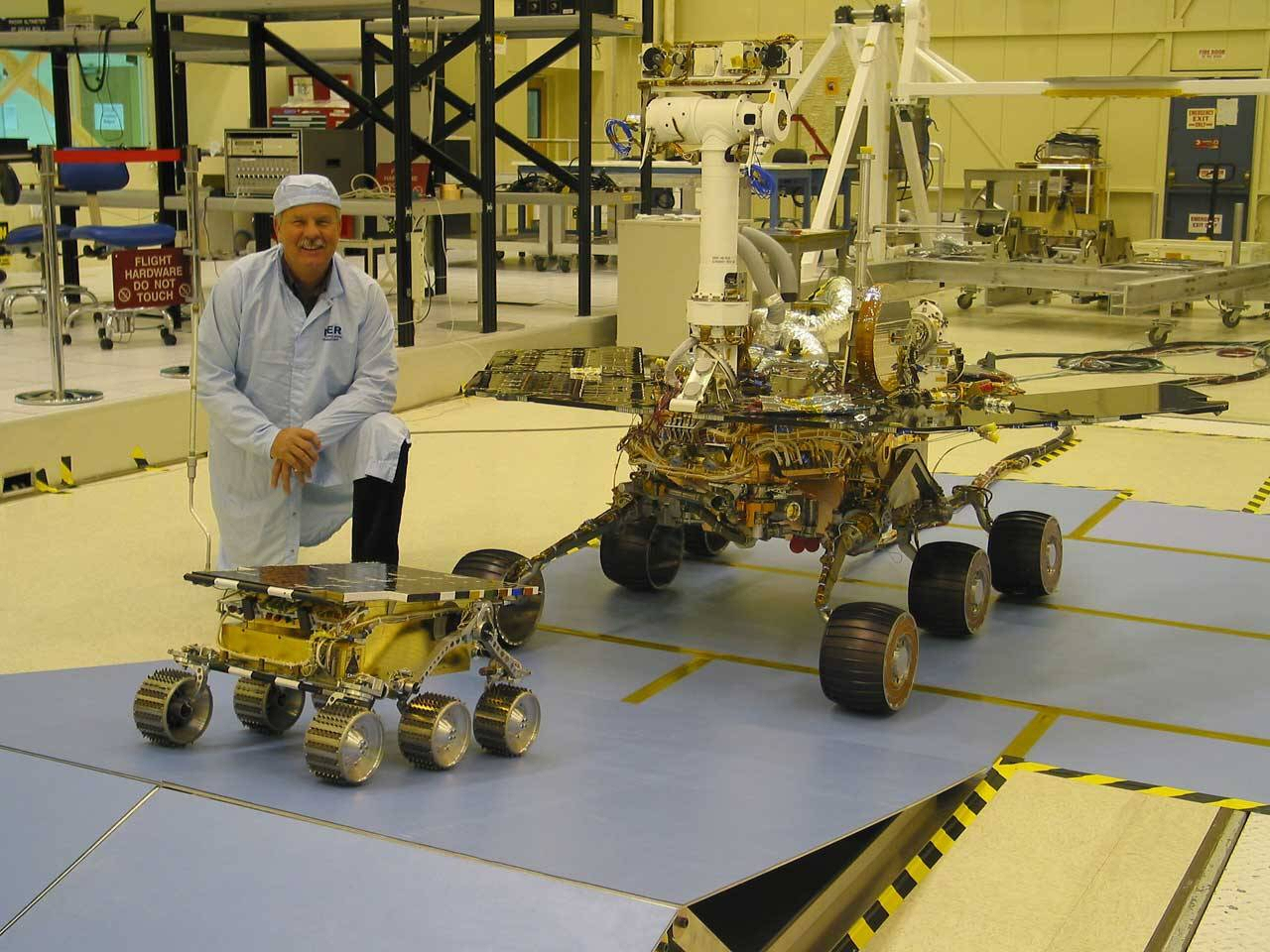
Марсоход MER в сравнении с предшественником Соджонер и человеком

Названия марсоходам были даны в рамках традиционного конкурса НАСА 9-летней девочкой русского происхождения Софи Коллиз, родившейся в Сибири и удочерённой американской семьёй из Аризоны. Были одобрены названия Spirit («Дух») и Opportunity («Благоприятная возможность»).

## Цели миссии
Основной задачей миссии было изучение осадочных пород, которые, как предполагалось, должны были образоваться в кратерах (Гусева, Эребус), где когда-то могло находиться озеро, море или целый океан.
Для миссии Mars Exploration Rover были поставлены следующие научные задачи:
- Поиск и описание разных горных пород и почв, которые свидетельствовали бы о прошлой водной активности планеты. В частности, поиск образцов с содержанием минералов, которые отлагались под воздействием осадков, испарения, осаждения или гидротермальной активности;
- Определение распространения и состава минералов, горных пород и почв, которые окружают место приземления;
- Поиск железосодержащих минералов, их обнаружение, а также оценка количественных относительных величин по определённым типам минералов, которые содержат воду или были сформированы в воде, таких как железосодержащие карбонаты;
- Классификация минералов и геологического ландшафта, а также определение процессов, сформировавших их;
- Проверка наблюдений за поверхностью, сделанных при помощи инструментов Марсианского разведывательного спутника. Это поможет определить точность и эффективность различных инструментов, которые используются для изучения марсианской геологии с орбиты;
- Определить какие геологические процессы сформировали рельеф местности, определить химический состав почвы. Эти процессы могут включать в себя водную или ветровую эрозию, отложение осадков, гидротермальные механизмы, вулканизм и образование кратеров;
- Поиск геологических причин, сформировавших те условия окружающей среды, которые существовали на планете вместе с присутствием жидкой воды. Оценка условий, которые могли бы быть благотворны для зарождения жизни на Марсе.

## Конструкция аппаратов

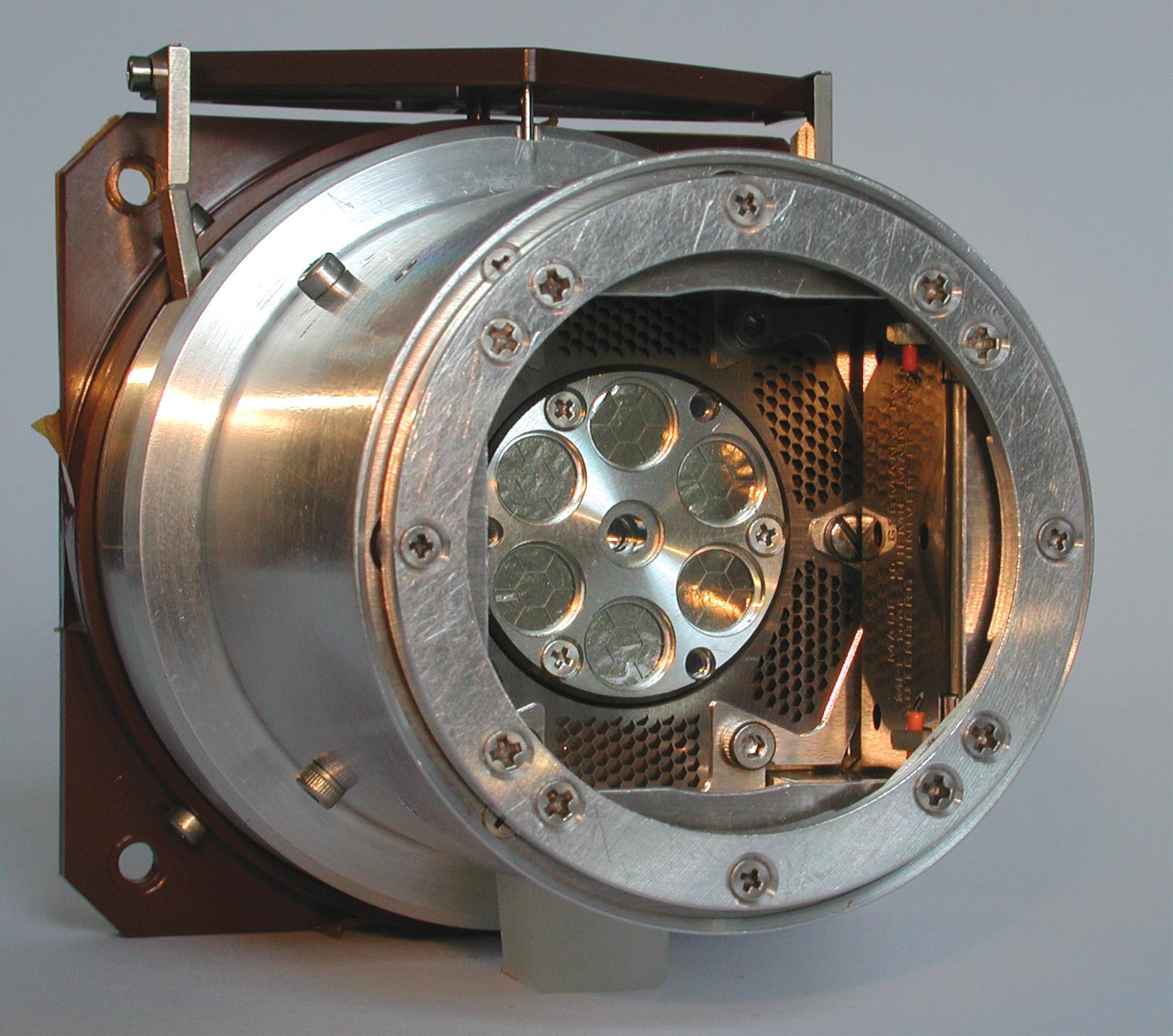
Рентгеновский спектрометр альфа-частиц (APXS).

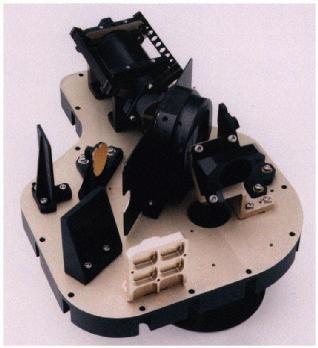
Тепловой эмиссионный спектрометр (Mini-TES).

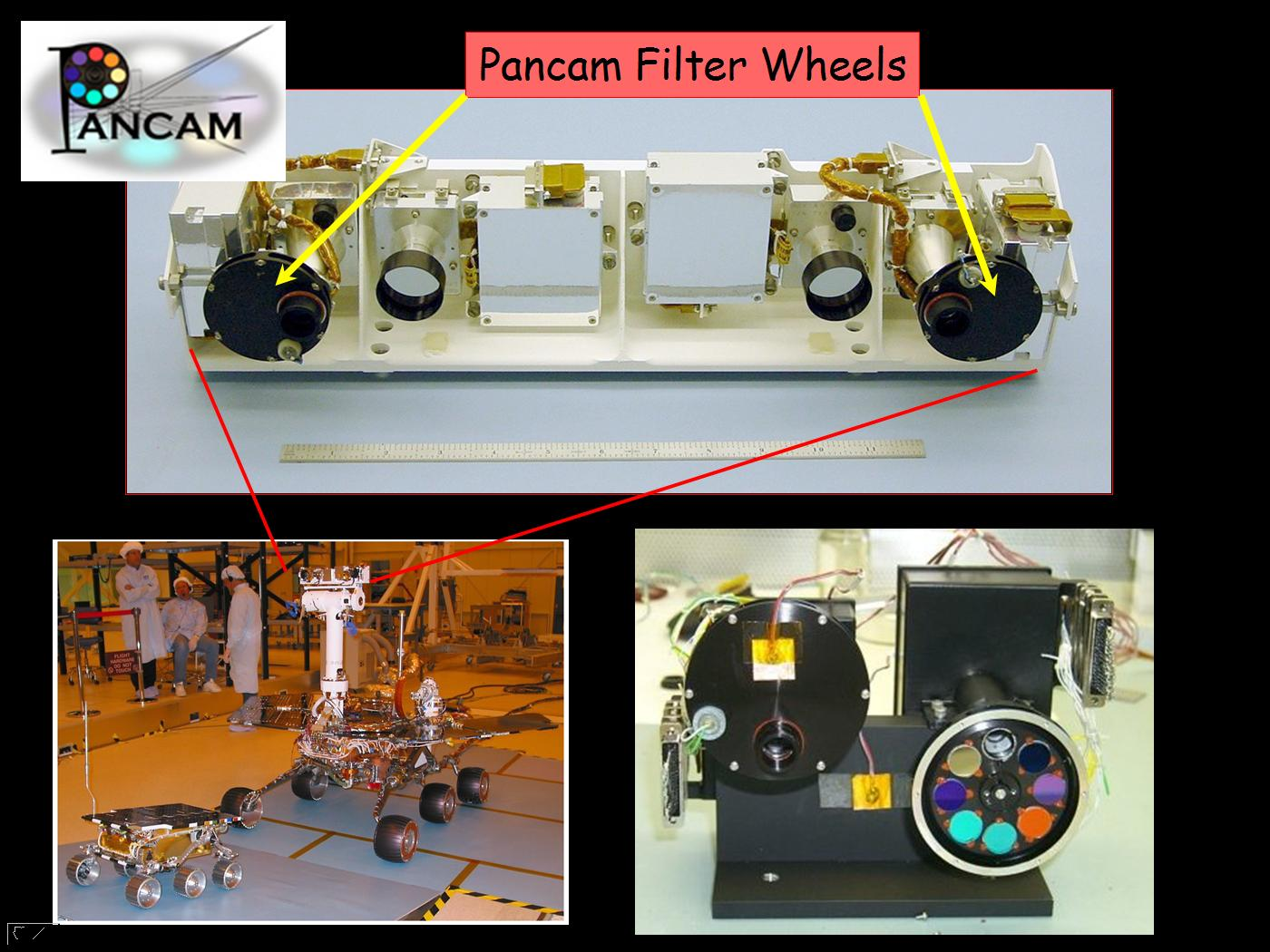
Главная фотокамера ровера (Pancam).

Автоматическая межпланетная станция проекта MER включает в себя спускаемый аппарат и перелётный модуль. Для разных этапов торможения в атмосфере Марса и мягкой посадки спускаемый аппарат содержит теплозащитный экран конической формы, парашютную систему, твердотопливные ракетные двигатели и шаровидные воздушные подушки.
| Основные составляющие | Компонент              | Масса   | Дополнение            |
| --------------------- | ---------------------- | ------- | --------------------- |
| Перелётный модуль     |                        | 243 кг  | включая 50 кг топлива |
| Спускаемый аппарат    | Теплозащитный экран    | 78 кг   |                       |
| Спускаемый аппарат    | Задний экран и парашют | 209 кг  |                       |
| Спускаемый аппарат    | Посадочная платформа   | 348 кг  |                       |
| Всего                 |                        | 878 кг  |                       |
| Марсоход              |                        | 185 кг  |                       |
| Суммарная масса       |                        | 1063 кг |                       |

Марсоход имеет 6 колёс. Источником электроэнергии служат солнечные батареи мощностью до 140 ватт. При массе в 185 кг марсоход оснащён шлифовальным станком, несколькими камерами, микрокамерой (MI) и двумя спектрометрами, смонтированными на манипуляторе.
Поворотный механизм марсохода выполнен на основе сервоприводов. Такие приводы расположены на каждом из передних и задних колёс, средняя пара таких деталей не имеет. Поворот передних и задних колёс марсохода осуществляется при помощи электромоторов, действующих независимо от моторов, обеспечивающих перемещение аппарата.
Когда марсоходу необходимо повернуть, двигатели включаются и поворачивают колёса на нужный угол. Всё остальное время двигатели, наоборот, препятствуют повороту, чтобы аппарат не сбивался с курса из-за хаотичного движения колёс. Переключение режимов поворот-тормоз производится с помощью реле.
Также марсоход способен копать грунт (траншею), вращая одно из передних колёс, сам оставаясь при этом неподвижным.
Бортовой компьютер построен на процессоре «RAD6000» с частотой 20 МГц, 128 Мб DRAM ОЗУ, 3 МБ EEPROM и 256 Мбайт флэш-памяти. Рабочая температура робота - от минус 40 до плюс 40 °C. Для работы при низких температурах используется радиоизотопный нагреватель, который может дополняться также электрическими нагревателями, когда это необходимо. Для теплоизоляции применяется аэрогель и золотая фольга.
Инструменты ровера:
- Панорамные камеры (Pancam) — помогают изучить структуру, цвет, минералогию местного ландшафта;
- Навигационные камеры (Navcam) — монохромная, с большим углом обзора, также камеры с более низким разрешением для навигации и вождения;
- Миниатюрный тепловой эмиссионный спектрометр (Mini-TES) — изучает скалы и почвы для более подробного анализа, также определяет процессы, которые сформировали их;
- Камеры избегания опасности (Hazcam) — две чёрно-белые камеры с 120-градусным полем зрения, предоставляющие дополнительные данные о состоянии ровера.

Манипулятор ровера содержит следующие инструменты:
- Миниатюризованный мёссбауэровский спектрометр (MIMOS II) — проводит исследования минералогии железосодержащих пород и почв;
- Рентгеновский спектрометр альфа-частиц (APXS) — анализ химического состава скал и почв, альфа-излучатель изготовлен в российском научно-исследовательском институте атомных реакторов (НИИАР)[7][8];
- Магниты — сбор магнитных частиц пыли;
- Микрокамера (MI) — получает увеличенные изображения марсианской поверхности в высоком разрешении, своеобразный микроскоп;
- Инструмент истирания камней (RAT) — мощный шлифовальный станок, способный создавать углубление диаметром 45 мм и глубиной 5 мм на скальной поверхности. Инструмент расположен на манипуляторе ровера и весит 687 граммов.

Разрешение камер - 1024x1024 пикселей. Полученные данные сохраняются со сжатием ICER для последующей передачи.

### Батареи и обогреватели
Обогреватели, аккумуляторы и другие компоненты не способны выжить в холодные марсианские ночи, поэтому они находятся в «тепловом блоке с электроникой». Ночная температура может упасть до −105 °C. Температура аккумуляторов должна быть выше −20 °C, когда они питают системы марсохода, и выше 0 °C - при их подзарядке. Обогрев «теплового блока с электроникой» происходит за счёт электрических и восьми радиоизотопных обогревателей, а также за счёт выделяемого тепла от электроники.
Каждый радиоизотопный обогреватель производит около одного ватта тепла и содержит около 2,7 г диоксида плутония в гранулах, по форме и размеру напоминающих ластик на кончике простого карандаша. Каждая гранула заключена в металлическую оболочку из платинородиевого сплава и окружена несколькими слоями углеродно-графитовых композитных материалов, что делает весь блок по размеру и форме напоминающим батарейку формата C. Эта конструкция из нескольких защитных слоёв была протестирована, причём диоксид плутония находится внутри обогревательных элементов, что значительно снижает риск загрязнения планеты при аварии марсохода при посадке. Другие космические аппараты, в том числе Марс Пасфайндер и марсоход Соджорнер, использовали только радиоизотопные обогреватели, чтобы содержать электронику в оптимальной температуре.

## Особенности конструкции

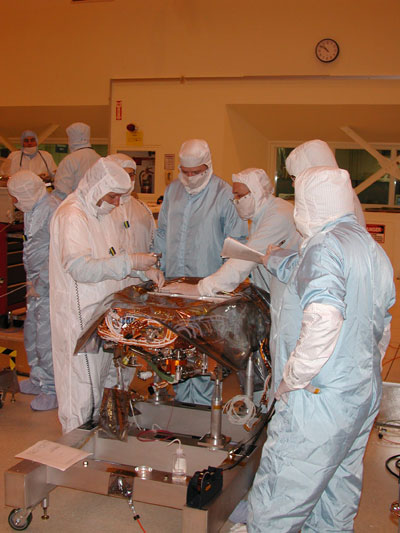
Группа инженеров и техников работает над «тепловым блоком с электроникой» (WEB)

Все системы марсохода зависят от мощного компьютера, который защищён от воздействий низких температур. В центре ровера находится важный «тепловой блок с электроникой» (англ. warm electronics box, «WEB»), который отвечает за передвижение Оппортьюнити, а также за развёртывание манипулятора. Бортовой компьютер - примерно такой же мощности, как хороший ноутбук (на 2003 год). Памяти примерно в 1000 раз больше, чем у его предшественника — марсохода Соджорнер.
Бортовой компьютер Оппортьюнити построен на 32-битном радиационно-стойком процессоре «RAD6000», работающем на частоте 20 МГц. Содержит 128 мегабайт оперативной памяти, а также 256 мегабайт флэш-памяти.
Важные системы марсохода установлены в модуле под названием «Электроника марсохода», который закреплён в «тепловом блоке с электроникой». Этот модуль расположен точно в центре марсохода. Золотое покрытие на стенках блоков помогает задерживать выделенное тепло от обогревателей, ведь ночные температуры на Марсе могут упасть до −96 градусов по Цельсию. Термоизоляцией служит слой из аэрогеля. Аэрогель — уникальный материал, обладающий рекордно низкой плотностью и рядом уникальных свойств: твёрдостью, прозрачностью, жаропрочностью, чрезвычайно низкой теплопроводностью и т. д. В воздушной среде при нормальных условиях плотность такой металлической микрорешётки равна 1,9 кг/м³ за счёт внутрирешёточного воздуха, его плотность всего в 1,5 раза больше плотности воздуха, из-за чего аэрогель получил название «твёрдый дым».
Инерциальное измерительное устройство оценивает наклон марсохода и помогает делать точные движения.
Главный компьютер также проводит регулярное техническое обслуживание марсохода. Его программное обеспечение обеспечивает правильное функционирование всех систем.

### Выработка энергии

Автопортрет «Оппортьюнити», декабрь 2004 года.

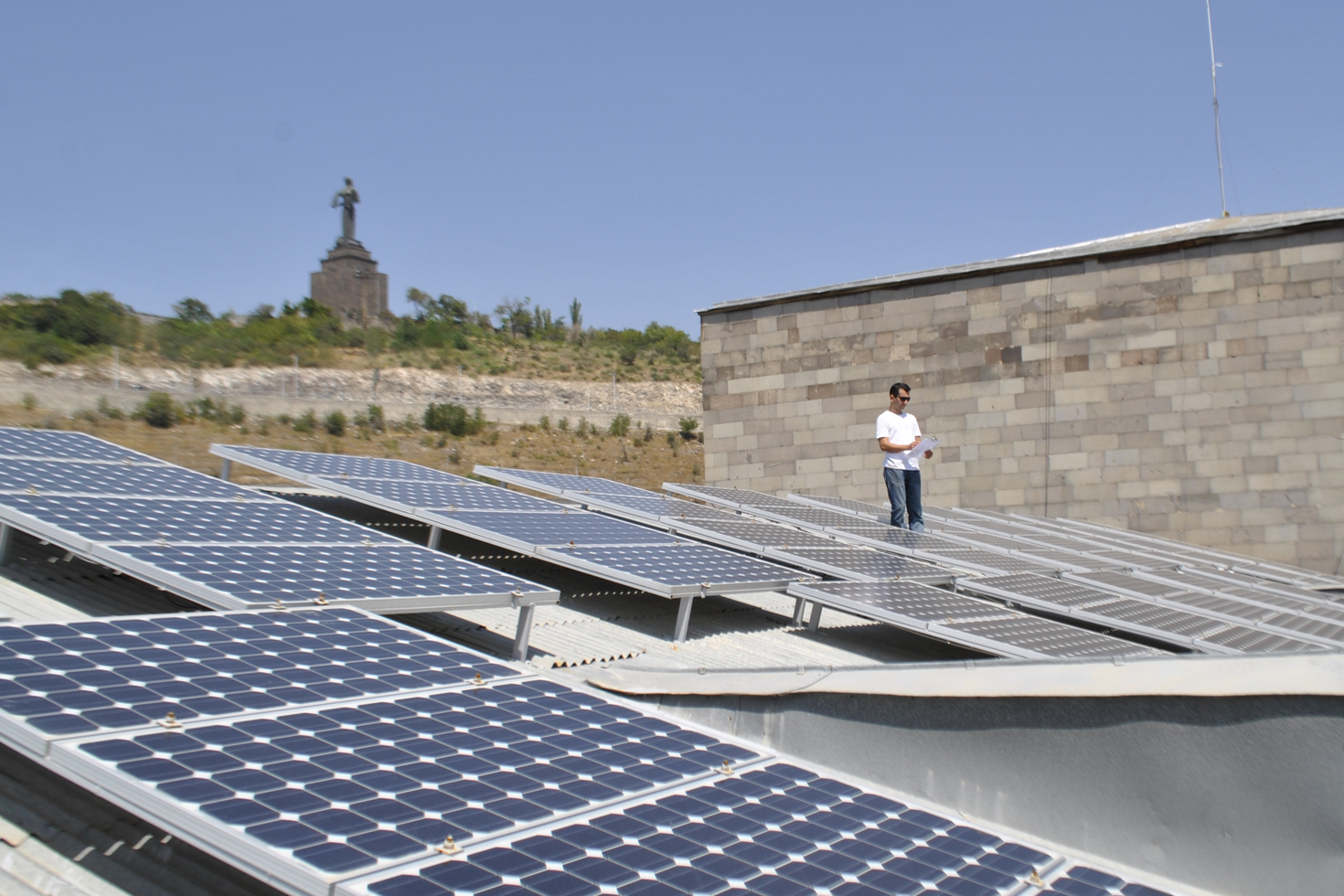
Установка солнечных батарей на «крылья» марсохода (Спирит).

Как и в миссии Mars Pathfinder, электроэнергию, необходимую для питания систем марсоходов, вырабатывают панели солнечных батарей. Панели солнечных батарей расположились на «крыльях» марсоходов и состоят из отдельных ячеек, что значительно повышает надёжность миссии. Разрабатывались специально для «Спирита» и «Оппортьюнити» для достижения максимальной площади сбора света, насколько это было возможным (см. снимок слева).
Ещё одним новшеством для марсоходов является добавление тройного слоя из арсенида галлия. Это первое в истории исследования Марса использование трёхслойных солнечных батарей. Ячейки батарей способны поглотить больше солнечного света, чем их устаревшая версия, установленная на марсоходе Соджорнер, работавшем в 1997 году. Солнечные элементы находятся в трёх слоях солнечных батарей марсохода, и поэтому способны поглотить больше солнечного света, а вследствие этого могут вырабатывать больше электроэнергии для подзарядки литий-ионных аккумуляторов роверов.
В миссии Mars Pathfinder марсоход Соджорнер использовал один литиевый аккумулятор ёмкостью 40 А·ч. В миссии Mars Exploration Rovers марсоходы используют два литий-ионных аккумулятора ёмкостью 8 А·ч каждый. Во время нахождения «Оппортьюнити» на Марсе максимальный показатель выработки энергии солнечными панелями был близок к 900 Вт·час за 1 марсианский день, или сол. В среднем солнечные батареи Спирита и «Оппортьюнити» производили 410 Вт·час/сол (из-за постепенного скопления на них марсианской пыли).

### Осуществление связи
Связь с орбитальными аппаратами

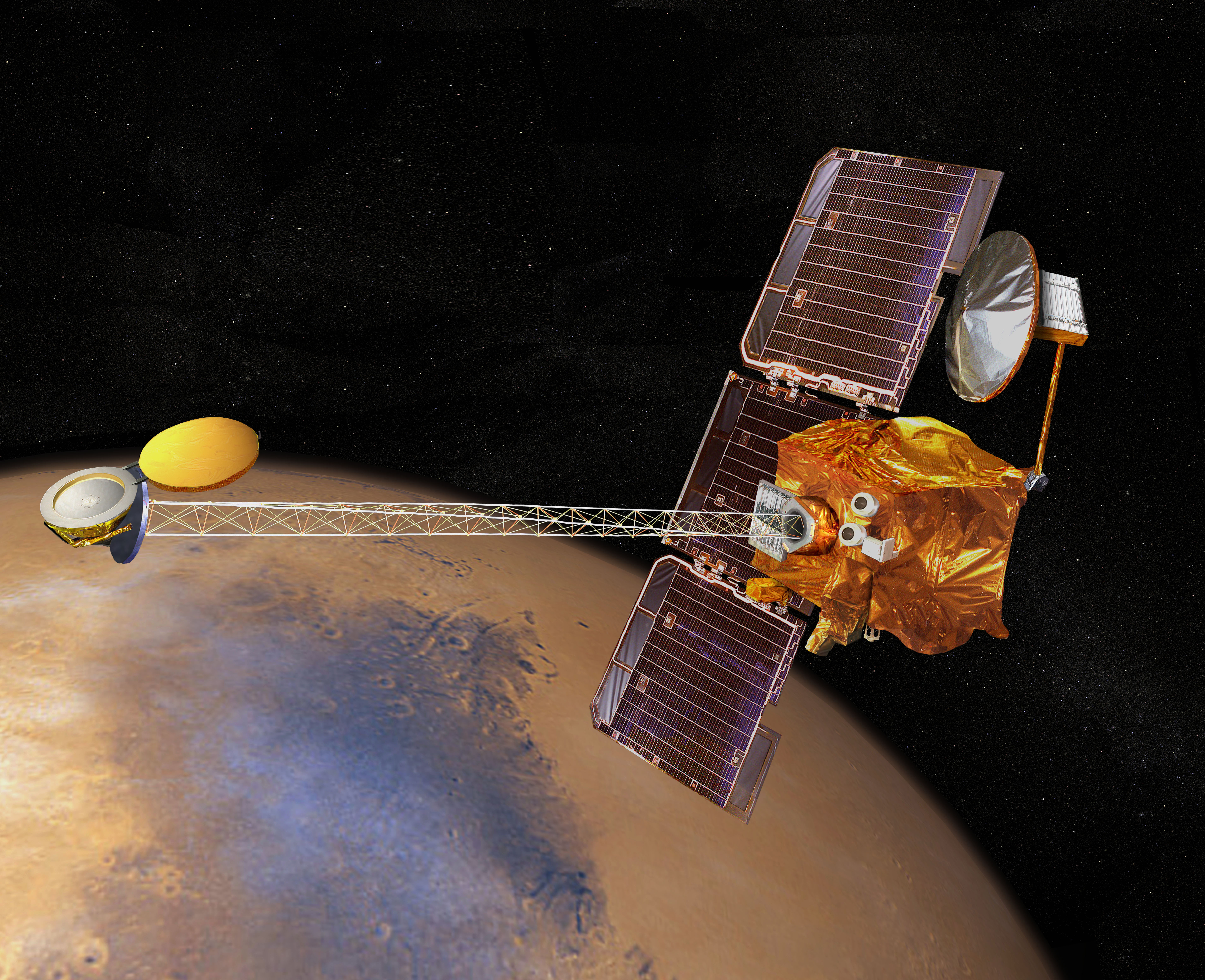
Орбитальный аппарат Марс Одиссей

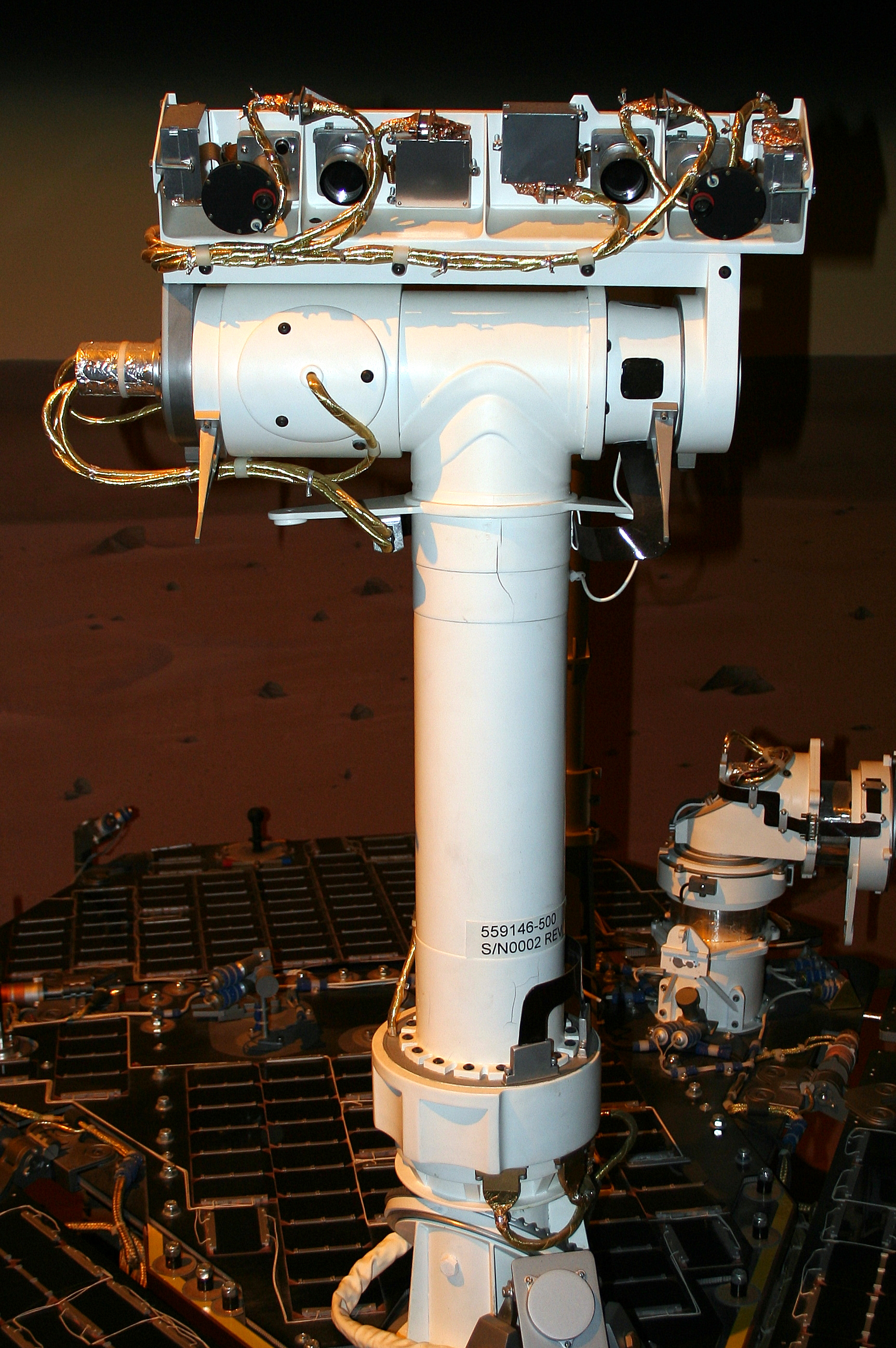
Мачта марсохода. Содержит панорамные и навигационные камеры

Марсоходы миссии Mars Exploration Rovers в качестве ретранслятора используют орбитальный аппарат Марс Одиссей, который постоянно вращается вокруг «красной планеты».
В течение 16 минут он находится в зоне «общения» с ровером, после чего скрывается за горизонтом. «Оппортьюнити» может «общаться» с орбитальным аппаратом в течение 10 минут, в этот период он принимает данные от марсохода.
Подавляющее большинство научных данных передаётся составу миссии на Землю через роверную «UHF антенну», которая также используется для общения с орбитальным аппаратом Марс Одиссей. Марс Одиссей передаёт основной объём научных данных, полученных с обоих марсоходов. Другой орбитальный аппарат, Mars Global Surveyor, передал около 8 % всех данных, прежде чем вышел из строя в ноябре 2006 года после 10 лет работы. Небольшой объём данных был передан непосредственно на Землю через антенну «X-диапазона».
Орбитальные аппараты с мощными антеннами «X-диапазона» способны передавать на Землю данные с более высокой скоростью. Скорость передачи невысока, поэтому для её увеличения был построен Комплекс дальней космической связи, диаметр главной параболической антенны которой составляет 70 метров.
Связь с Перелётным модулем
На Перелётном модуле было установлено две антенны, необходимые для поддержания связи с Землёй. Всенаправленная антенна с низким коэффициентом усиления использовалась, когда корабль находился рядом с Землёй. В связи с тем, что она посылает сигнал во всех направлениях, ей не нужно наводиться на Землю, чтобы переключиться на другой канал связи. После этого в дело вступает остронаправленная антенна со средним коэффициентом усиления, для успешной работы она должна быть направлена в сторону Земли, антенна имела большую мощность, так как в полёте расстояние до Земли постепенно увеличивалось.

### В стороне от опасностей
У марсоходов миссии Mars Exploration Rovers присутствует система контроля за опасными зонами, в связи с чем во время передвижения роверы могут благополучно их избегать. Реализация данной системы является первой в истории изучения Марса, разработана в университете Карнеги-Меллона.
Две другие подобные программы были объединены в одно программное обеспечение с целью повышения общей производительности. Первая следит за работой двигателя, управляет колёсами марсохода, чистящей щёткой, а также инструментом бурения породы (RAT). Вторая следит за работой солнечных батарей ровера, перенаправляет энергию к двум аккумуляторам, служит в качестве ночного компьютера, а также управляет часами марсохода.

### Улучшенное зрение
В общей сложности двадцать камер, помогающих марсоходам в поиске следов воздействия воды на Марсе, предоставляют Земле качественные фотографии планеты. Камеры миссии Mars Exploration Rovers делают снимки в очень большом разрешении, которое является самым высоким показателем за всю историю исследований.
Достижения в области технологий помогли сделать камеры более лёгкими и компактными, что позволило установить по девять камер на каждом ровере, по одной на спускаемую платформу (DIMES). Камеры роверов разработаны в Лаборатории реактивного движения, являются самыми совершенными камерами, которые когда-либо опускались на другую планету.

### Улучшенное сжатие данных
Система сжатия данных также разработана в Лаборатории реактивного движения, она позволяет уменьшать объём данных для последующей передачи их на Землю. ICER создан на основе вейвлет-преобразований, со способностью обрабатывать изображения. Например, изображение размером 12 Мб в конечном итоге будет сжато до 1 Мб, и, таким образом, займёт намного меньше места на карте памяти. Программа делит все изображения в группы, по 30 изображений каждая, данная процедура существенно снижает риск потери снимков при их отправке на Землю, к Сетям дальней космической связи в Австралии.

### Создание карт местности при передвижении
Также инновацией для этой миссии является возможность создавать карты близлежащей местности. Для научной группы это весьма ценно, так как карты позволяют определить проходимость, угол наклона, а также солнечную фазу. Стереоснимки позволяют команде создавать 3D-изображения, что даёт возможность точно определять месторасположение наблюдаемого объекта. Карты, разработанные на основе этих данных, позволяют команде знать, как далеко роверу нужно проехать до необходимого объекта, они так же помогают в наведении манипулятора.

### Технология мягкой посадки

Испытания парашюта миссии Mars Exploration Rovers в большой аэродинамической трубе

Воздушные подушки спускаемого аппарата (24 ячейки)

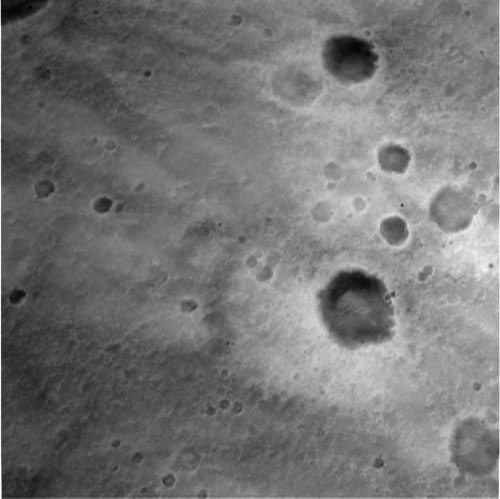
Первый снимок камеры «DIMES», сама камера установлена на днище спускаемого аппарата

Инженеры столкнулись с непростой задачей по снижению скорости космического аппарата c 20 000 км/ч при входе в атмосферу до 20 км/ч при ударе о поверхность Марса.
Улучшенный парашют и подушки безопасности
Для входа в атмосферу, спуска и посадки в миссии Mars Exploration Rovers было использовано многое из наработок её предшественников: Миссии «Викинг» и Mars Pathfinder. Для того, чтобы замедлить скорость снижения, миссия использует унаследованную технологию парашюта Миссии «Викинг», запущенной в конце 1970-х, а также миссии Миссии Mars Pathfinder 1997 года. Космические аппараты миссии Mars Exploration Rovers намного тяжелее предыдущих, базовая конструкция парашюта осталась той же, но площадь у него на 40 % больше, чем у своих предшественников.
Подушки безопасности также были усовершенствованы, данная технология смягчения приземления аппарата применялась в миссии Mars Pathfinder. Вокруг посадочного модуля, содержавшего марсоход, находились двадцать четыре надутых ячейки. Подушки безопасности созданы из очень прочного синтетического материала, называемого «Vectran». Этот же материал используется для изготовления скафандров. Опять же, с увеличением веса космического аппарата необходимо было создать более прочные подушки безопасности. Несколько тестов на падение показали, что дополнительная масса вызывает серьёзные повреждения и разрыв материала. Инженеры разработали двойную оболочку из подушек безопасности, призванные предотвратить серьёзные повреждения при высокоскоростной посадке, когда подушки безопасности могут соприкоснуться с острыми камнями и другими геологическими особенностями Красной планеты.
Использование ракетных двигателей для уменьшения скорости снижения
Чтобы уменьшить скорость спуска космического аппарата, использовались три реактивных двигателя (RAD), расположенных по его бокам. Радиолокационная установка (РЛС), установленная в нижней части посадочного модуля, определяла расстояние до поверхности. Когда спускаемый аппарат был на высоте 1,5 км, радиолокационная система привела в действие камеру «Descent Image Motion Estimation Subsystem» (DIMES). Камера сделала три фотографии поверхности (с задержкой 4 секунды), что позволило автоматически определить горизонтальную скорость спускаемого аппарата. Спустя некоторое время новая двигательная установка миссии Mars Exploration Rovers начала спуск марсохода Спирит. Как и предполагалось, в кратере Гусева дуют сильные ветра, которые раскачивали спускаемый аппарат Спирита из стороны в сторону, препятствуя его безопасной посадке. Векторная система из реактивных двигателей (TIRS) препятствовала хаотичному движению из стороны в сторону, в результате чего спускаемый аппарат стал более стабильным при посадке. Во время спуска «Оппортьюнити» на Плато Меридиана была более благоприятная погода, чем в кратере Гусева, поэтому не было необходимости использовать свою систему TIRS для стабилизации спуска.

### Улучшенная мобильность марсохода

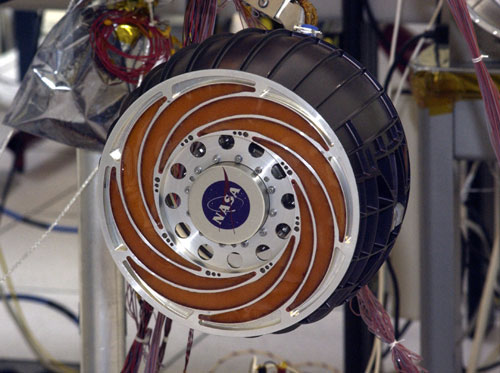
Каждое колесо - 26 сантиметров в диаметре и выполнено из алюминия

Спирит и «Оппортьюнити» были разработаны со способностью преодоления различных препятствий, а также каменистой местности Марса. Система подвески марсохода Соджорнер была модифицирована для миссии Mars Exploration Rovers.
Новое программное обеспечение помогает избегать преград при передвижении. Когда соприкосновение с породой неизбежно, в дело вступает усовершенствованная система подвески, с которой роверу намного легче совершать манёвры.
Система подвесок закреплена в задней части марсохода. Колёса увеличили в размерах, а также улучшили их дизайн. Каждое колесо имеет диаметр 26 сантиметров. Их внутреннюю и внешнюю часть соединяет специальная спиралевидная структура, которая позволяет поглотить силу удара и не допустить её распространения. Система подвесок позволяет лучше преодолевать препятствия, например, камни, которые могут быть больше самих колёс. Каждое колесо имеет протектор с характерными выступами, которые обеспечивают улучшенное сцепление при езде по камням и мягкому грунту. Внутренняя часть колёс состоит из материала под названием «Solimide», который сохраняет свою эластичность даже при очень низких температурах и поэтому идеально подходит для суровых условий Марса.

### Передвижение по путям наименьшего сопротивления
Марсоходы миссии Mars Exploration Rovers имеют лучшие физические характеристики, чем у марсохода Соджорнер 1997 года, и поэтому «Спириту» и «Оппортьюнити» необходимо больше автономности. Инженеры улучшили автонавигационное программное обеспечение вождения, с возможностью делать карты местности, что делает роверы более самостоятельными.

Схематичный пример создаваемых 3D-карт местности

Когда роверу дают команду на самостоятельное передвижение, он начинает анализировать близлежащую местность, после этого делает стереоизображения, с помощью которых выбирает наилучший безопасный маршрут. Марсоходам необходимо избегать любых препятствий на своём пути, поэтому роверы распознают их на своих стереоснимках. Эта инновация позволила передвигаться на более дальние расстояния, чем при ручной навигации с Земли. По состоянию на середину августа 2004 года марсоход «Оппортьюнити», используя автоматическую самонавигацию, проехал 230 метров (треть расстояния между кратером Игл и кратером Выносливость), марсоход Спирит — более 1250 метров, из запланированных 3000 метров езды к «Холмам Колумбии».
Автоматическая система навигации делает снимки близлежащей местности, используя одну из двух стереокамер. После этого стереоизображения преобразуются в 3D-карты местности, которые автоматически создаются программным обеспечением ровера. Программное обеспечение определяет, какова степень проходимости, безопасна ли местность, высоту препятствий, плотность грунта и угол наклона поверхности. Из десятков возможных путей ровер выбирает кратчайший, самый безопасный путь к своей цели. Затем, проехав от 0,5 до 2 метра (в зависимости от того, сколько препятствий находится на его пути), ровер останавливается, анализируя препятствия, находящиеся неподалёку. Весь процесс повторяется, пока он не достигнет своей цели или же пока ему не прикажут остановиться с Земли.
Программное обеспечение вождения в миссии Mars Exploration Rovers более совершенно, чем у Соджорнера. Система безопасности Соджорнера могла захватывать только по 20 точек на каждом шагу; система безопасности «Спирита» и «Оппортьюнити» обычно захватывает более 16 000 точек. Средняя скорость роверов, с учётом уклонения от препятствий, составляет около 34 метров в час — в десять раз быстрее, чем у Соджорнера. За все три месяца своей работы Соджорнер проехал чуть более 100 метров. Спирит и «Оппортьюнити» превзошли эту отметку в один и тот же день; Спирит проехал 124 метра на 125 сол, а «Оппортьюнити» проехал 141 метр на 82 сол.
Ещё одна инновация в миссии Mars Exploration Rovers — это добавление визуальной одометрии, находящейся под контролем программного обеспечения. Когда ровер едет по песчаному или каменистому участку, то его колёса могут проскальзывать и вследствие этого выдавать неправильные показания одометрии. Визуальная одометрия помогает исправить эти значения, показывая, как далеко на самом деле проехал марсоход. Она работает путём сравнения снимков, сделанных до и после короткой остановки, автоматически находя десятки приметных объектов (например: камни, следы от колёс и песчаных дюн), отслеживая расстояние между последовательно снятыми изображениями. Объединение их в 3D-снимки предоставляет намного больше информации — всё это гораздо легче и точнее, чем подсчёт пройденного расстояния по количеству оборотов колеса.

## Галерея

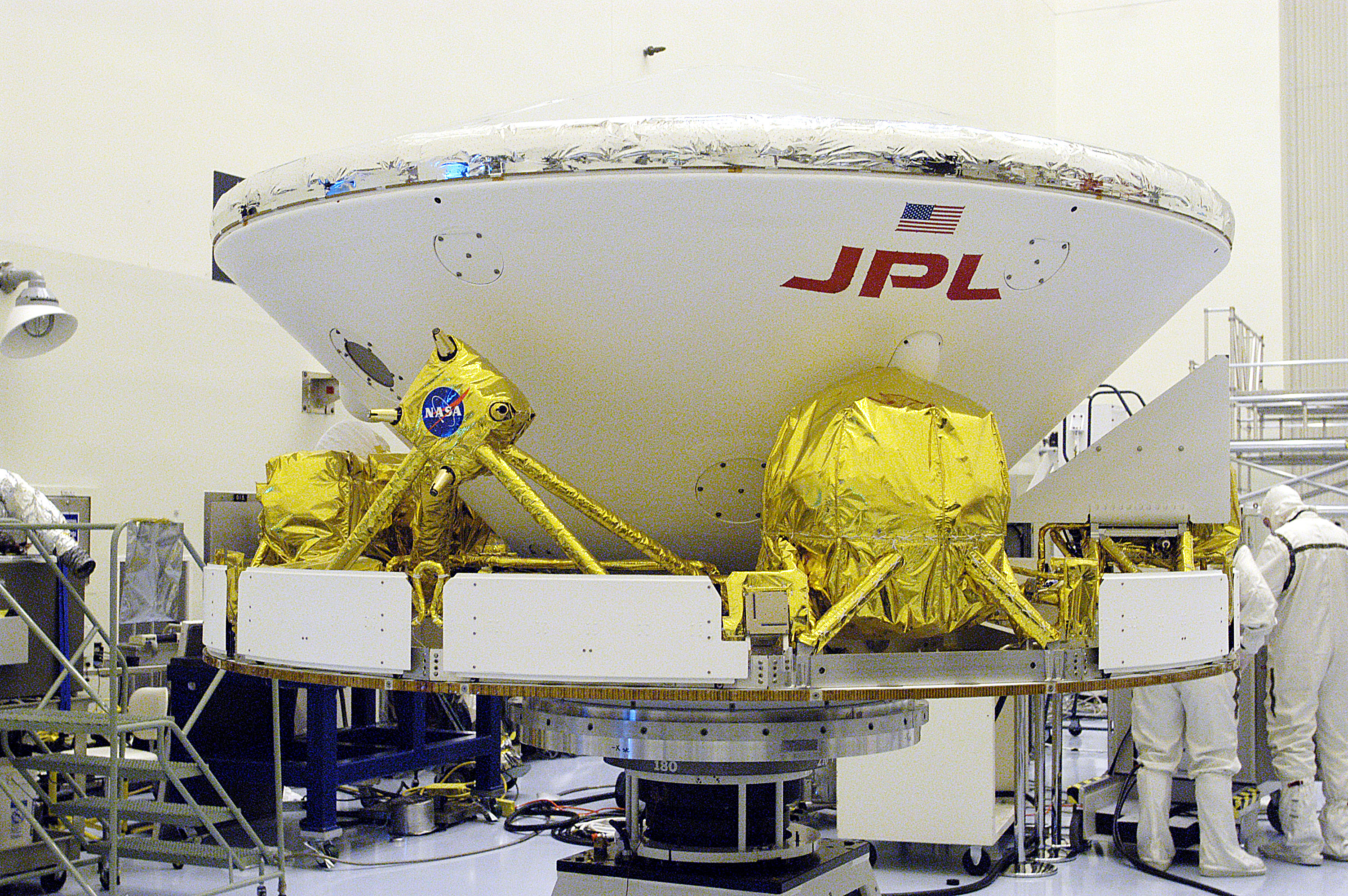
АМС на сборке (Оппортьюнити)
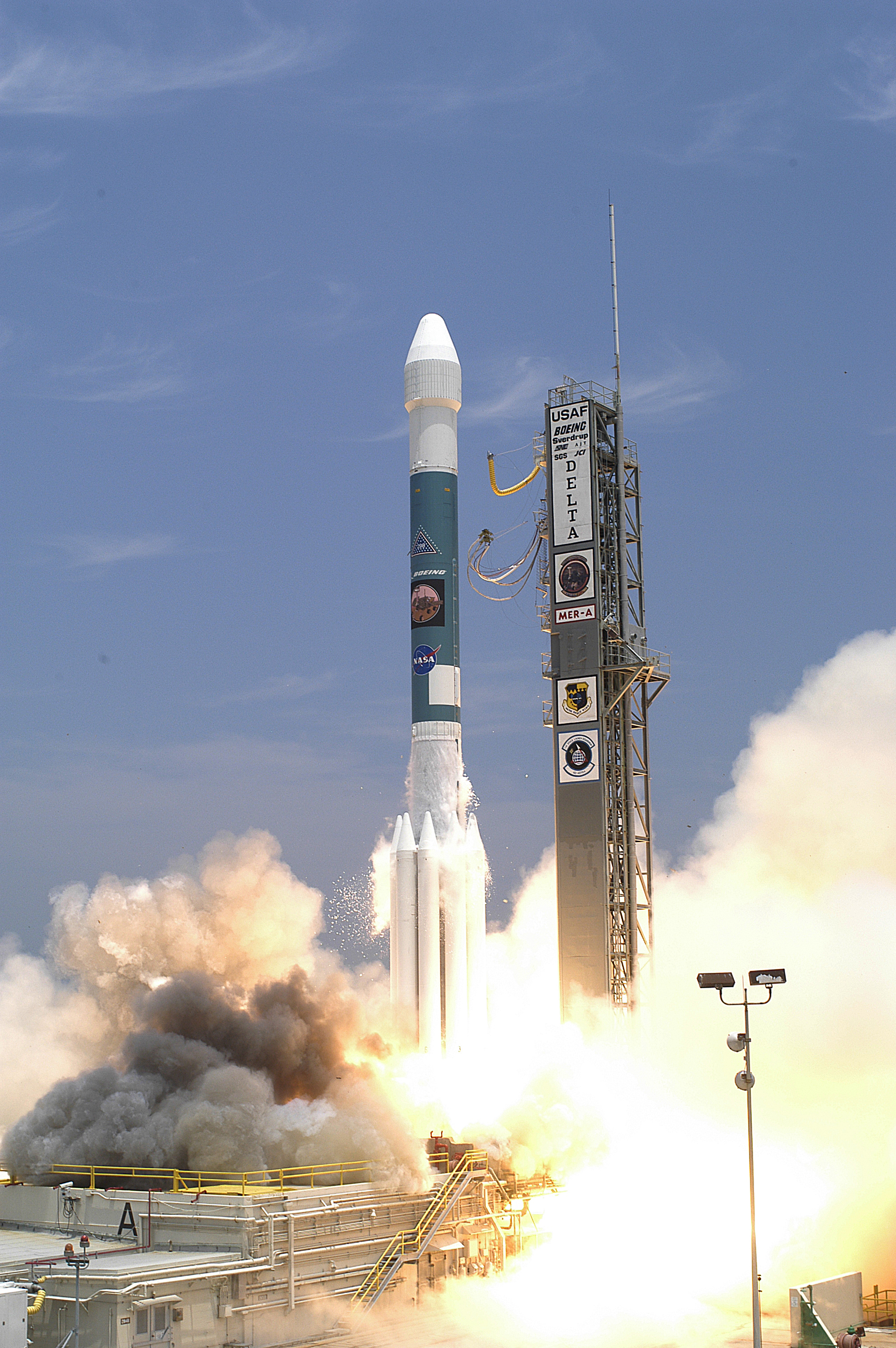
Старт ракеты Дельта-2 с АМС с марсоходом (Спирит)
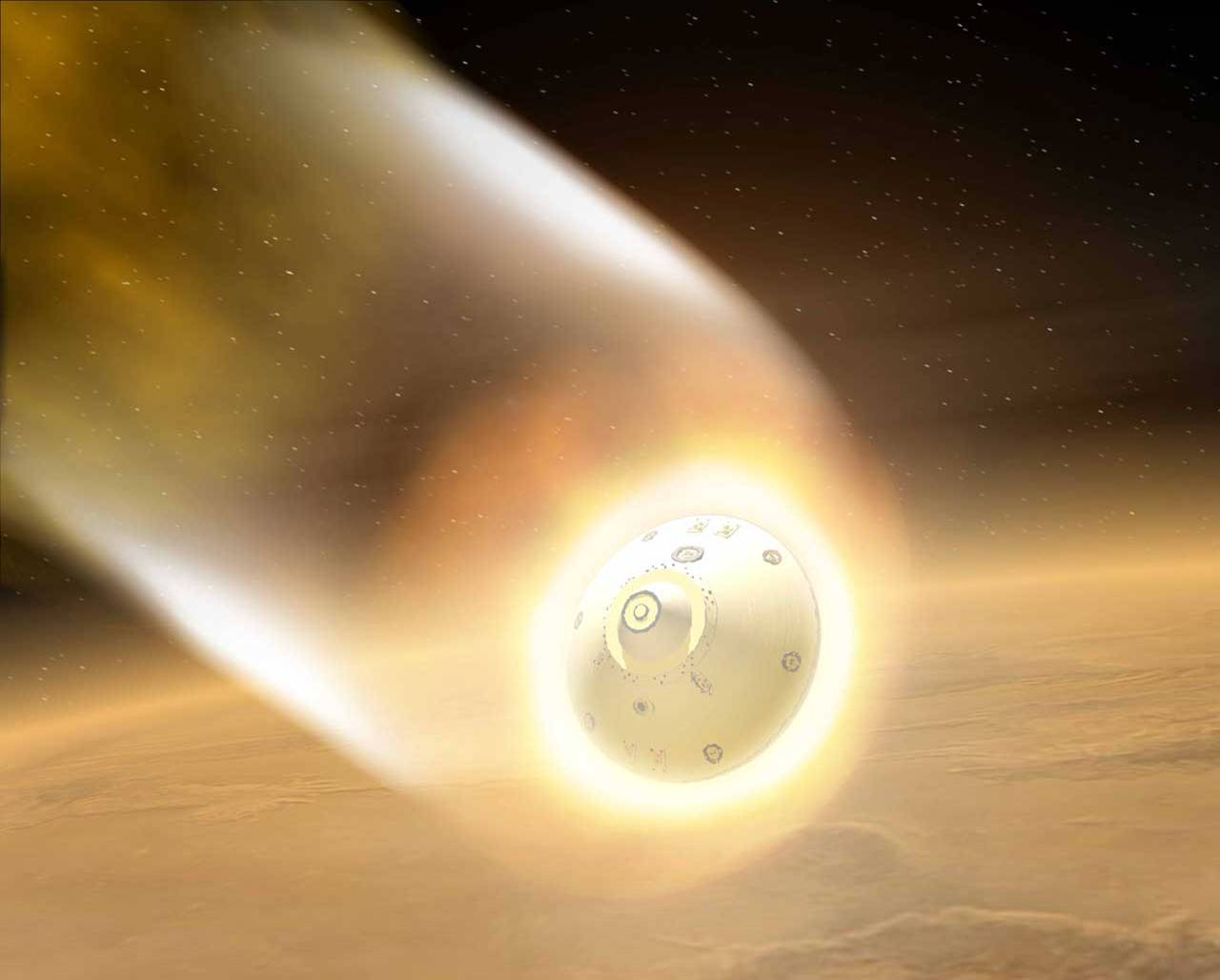
Спускаемый аппарат при входе в атмосферу Марса
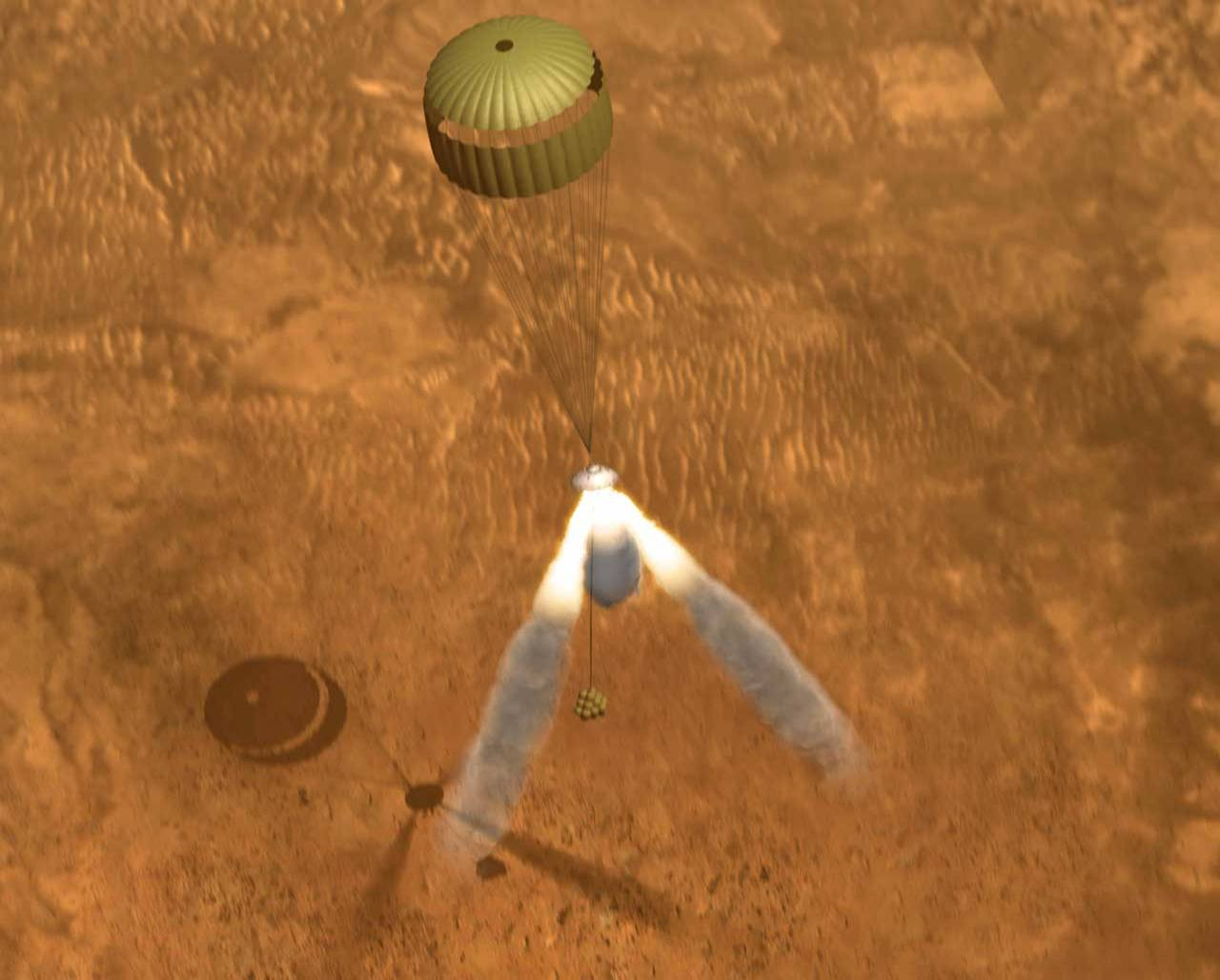
Парашют и ракетные двигатели спускаемого аппарата перед посадкой
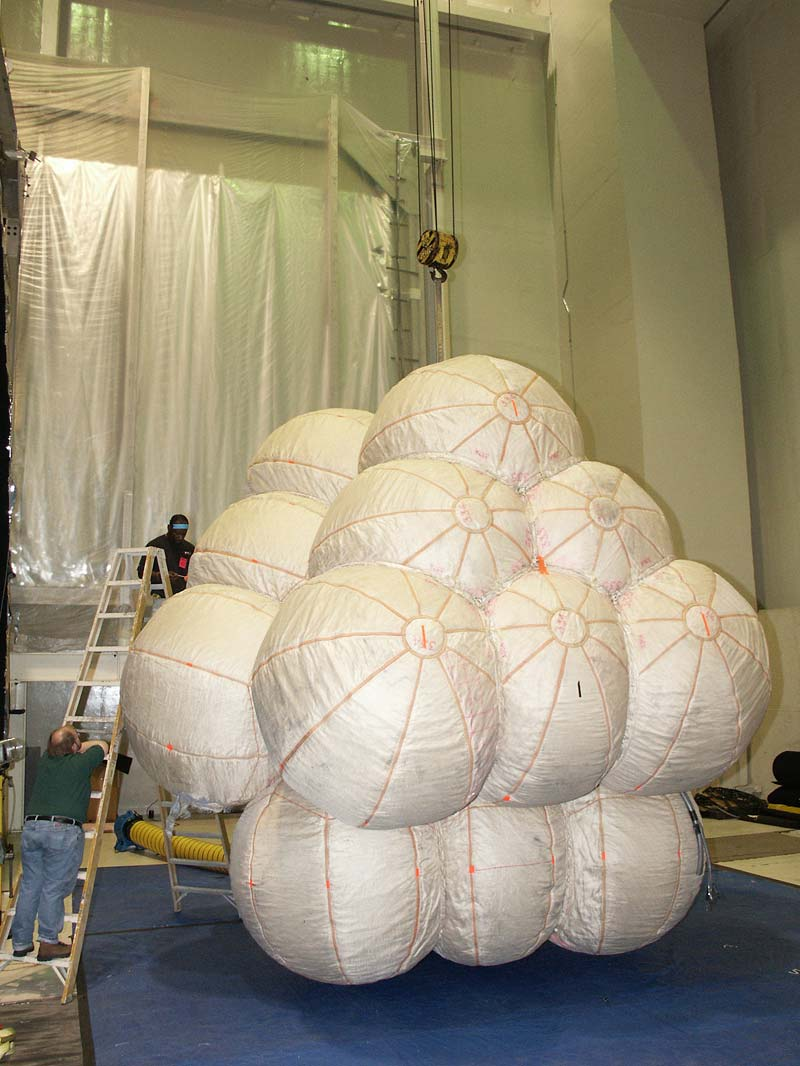
Воздушные подушки спускаемого аппарата
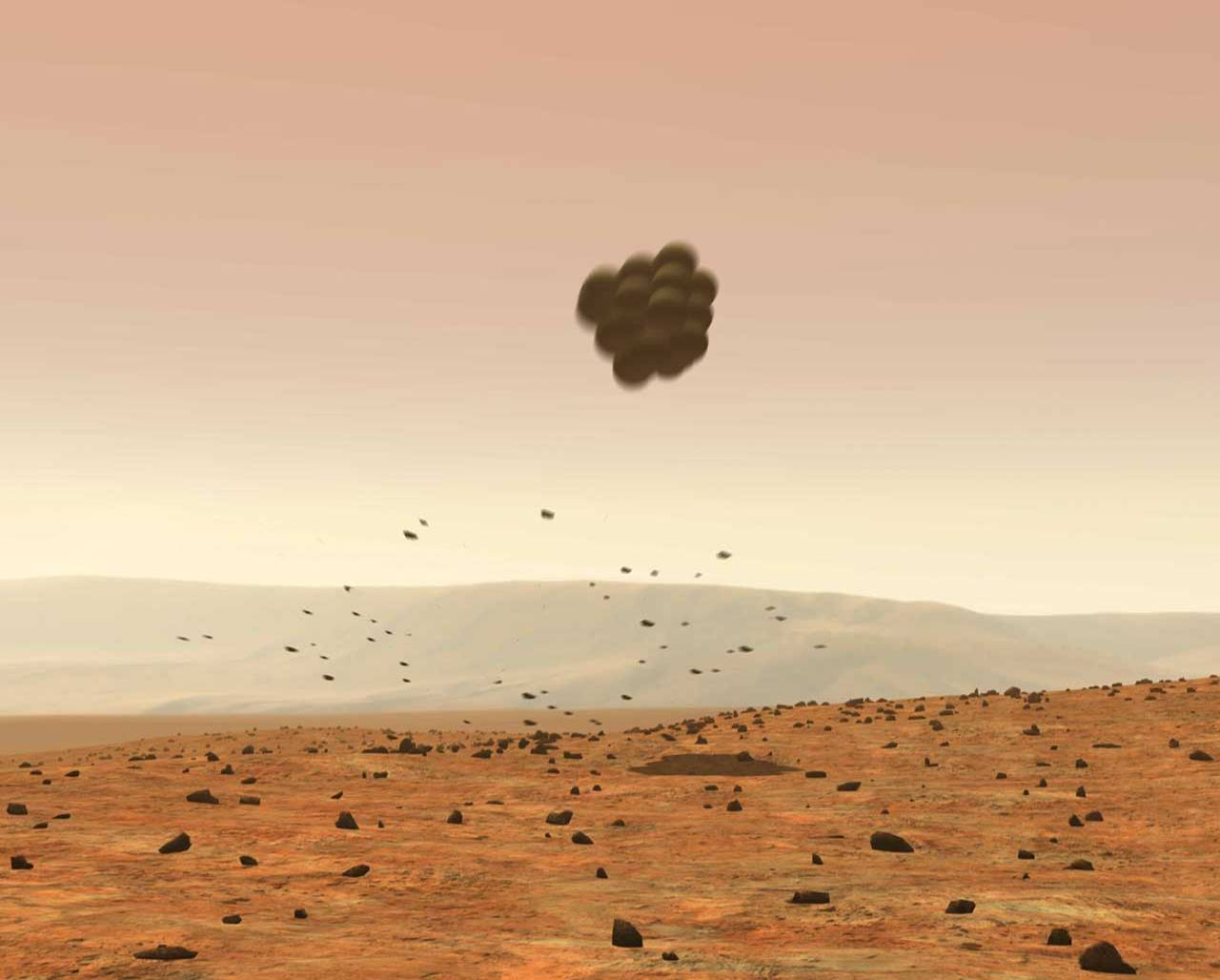
Посадка спускаемого аппарата с амортизацией
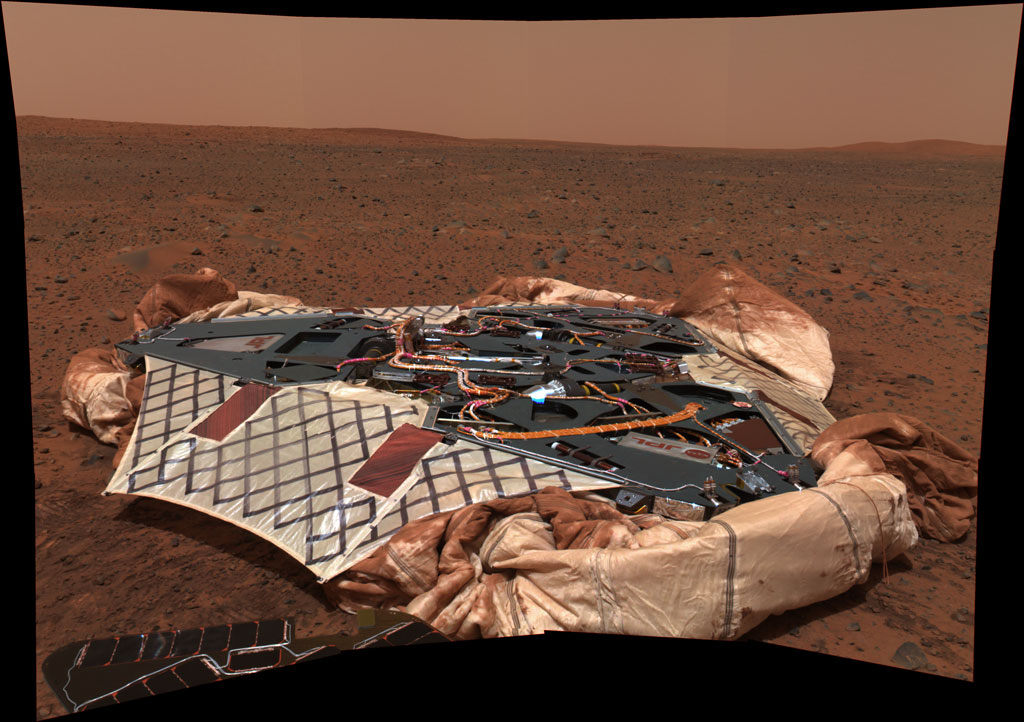
Посадочная платформа на Марсе (Спирит)
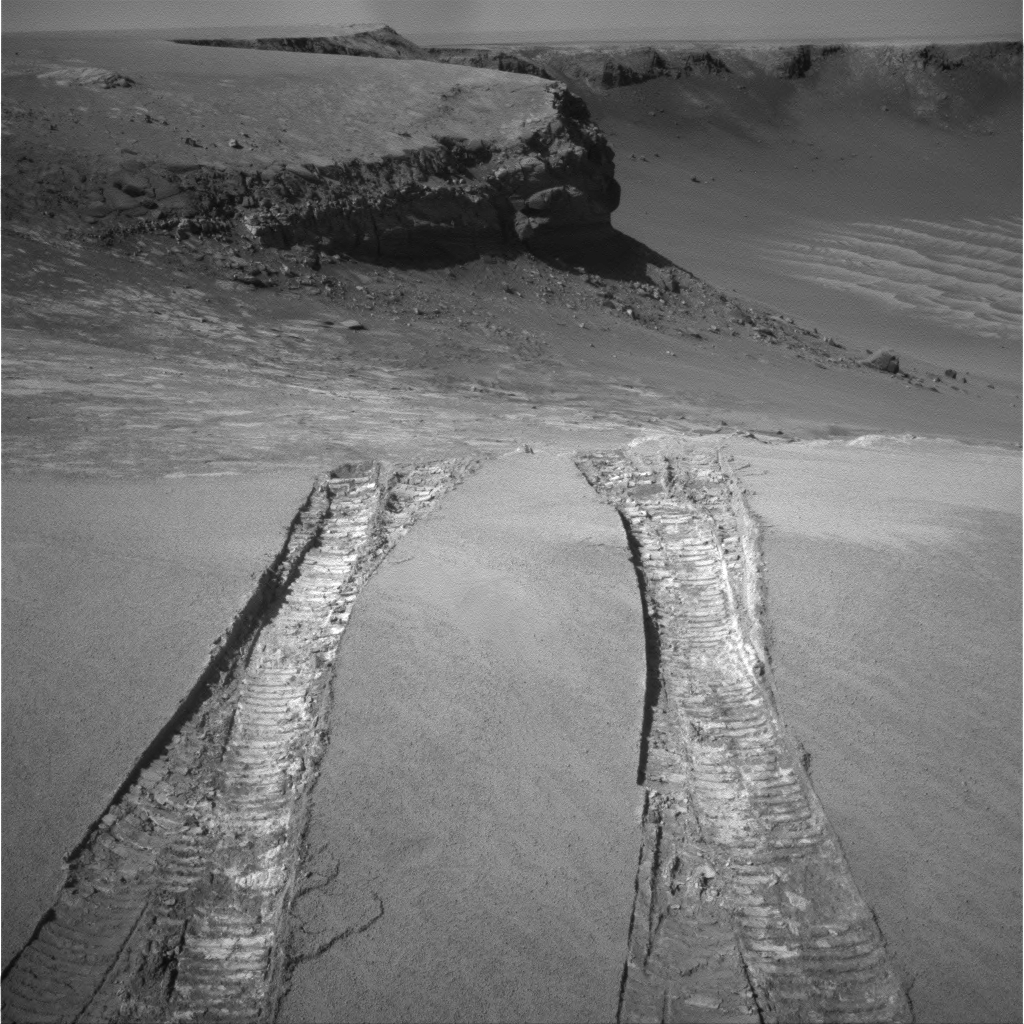
Следы марсохода на марсианской поверхности (Оппортьюнити)
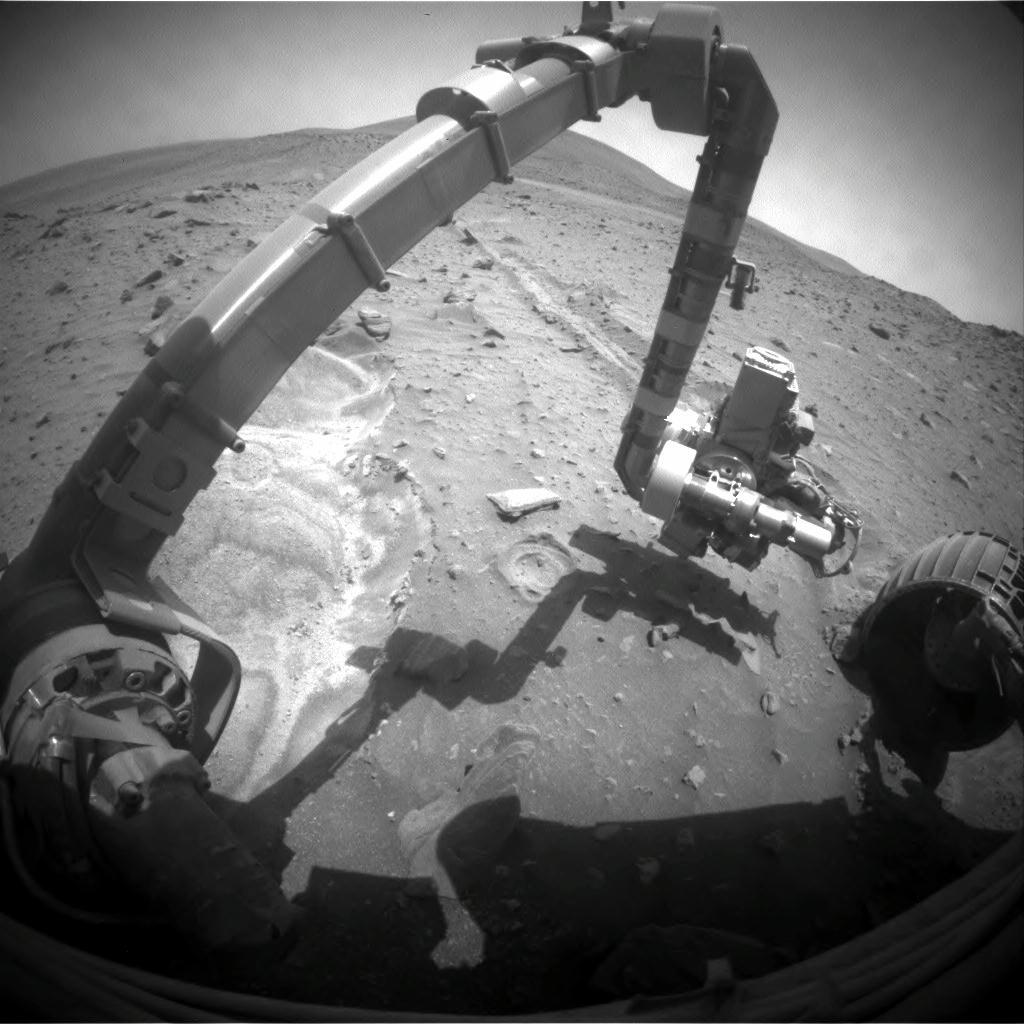
Манипулятор марсохода (Спирит)
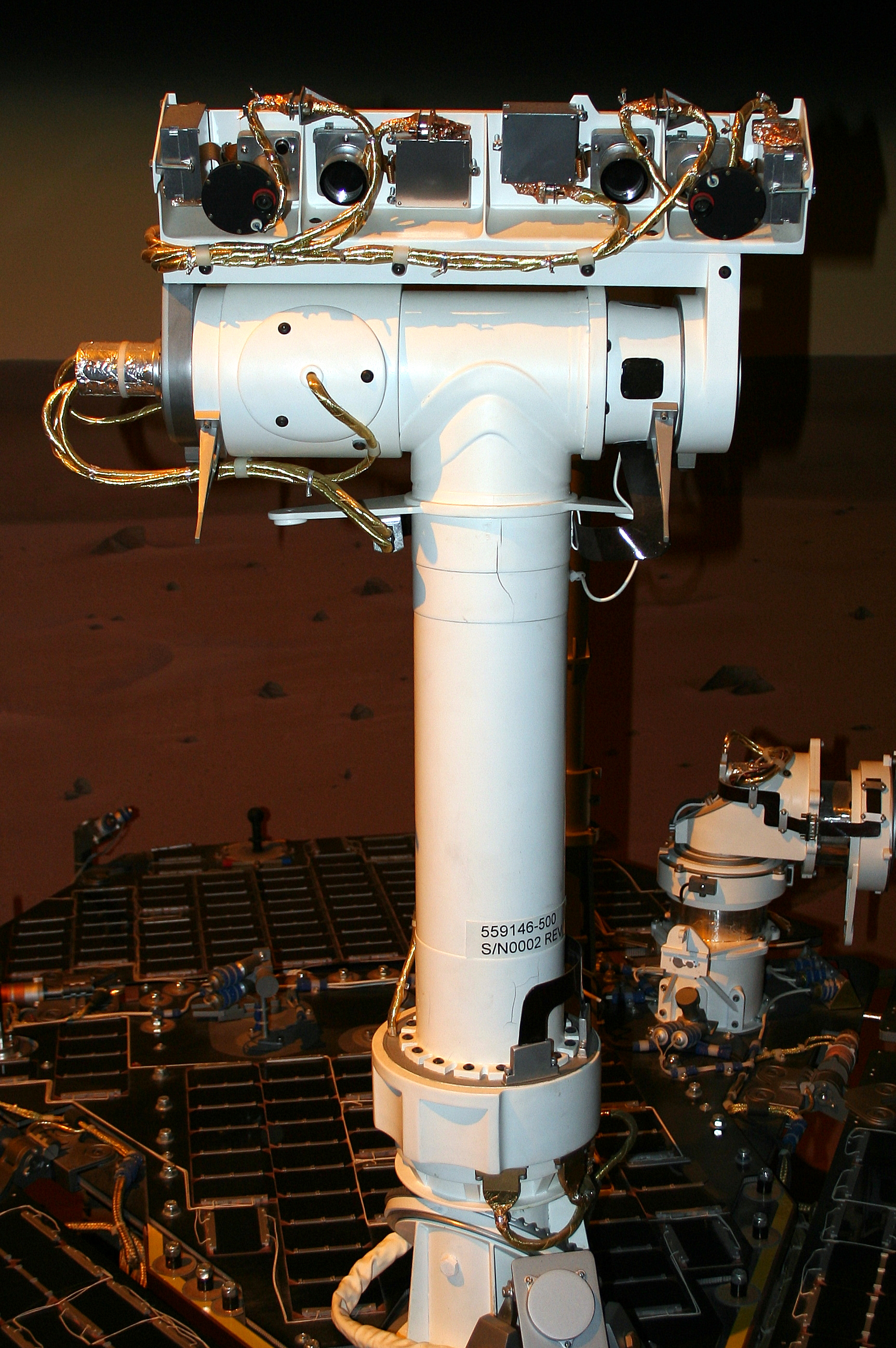
Главная панорамная камера марсохода MER
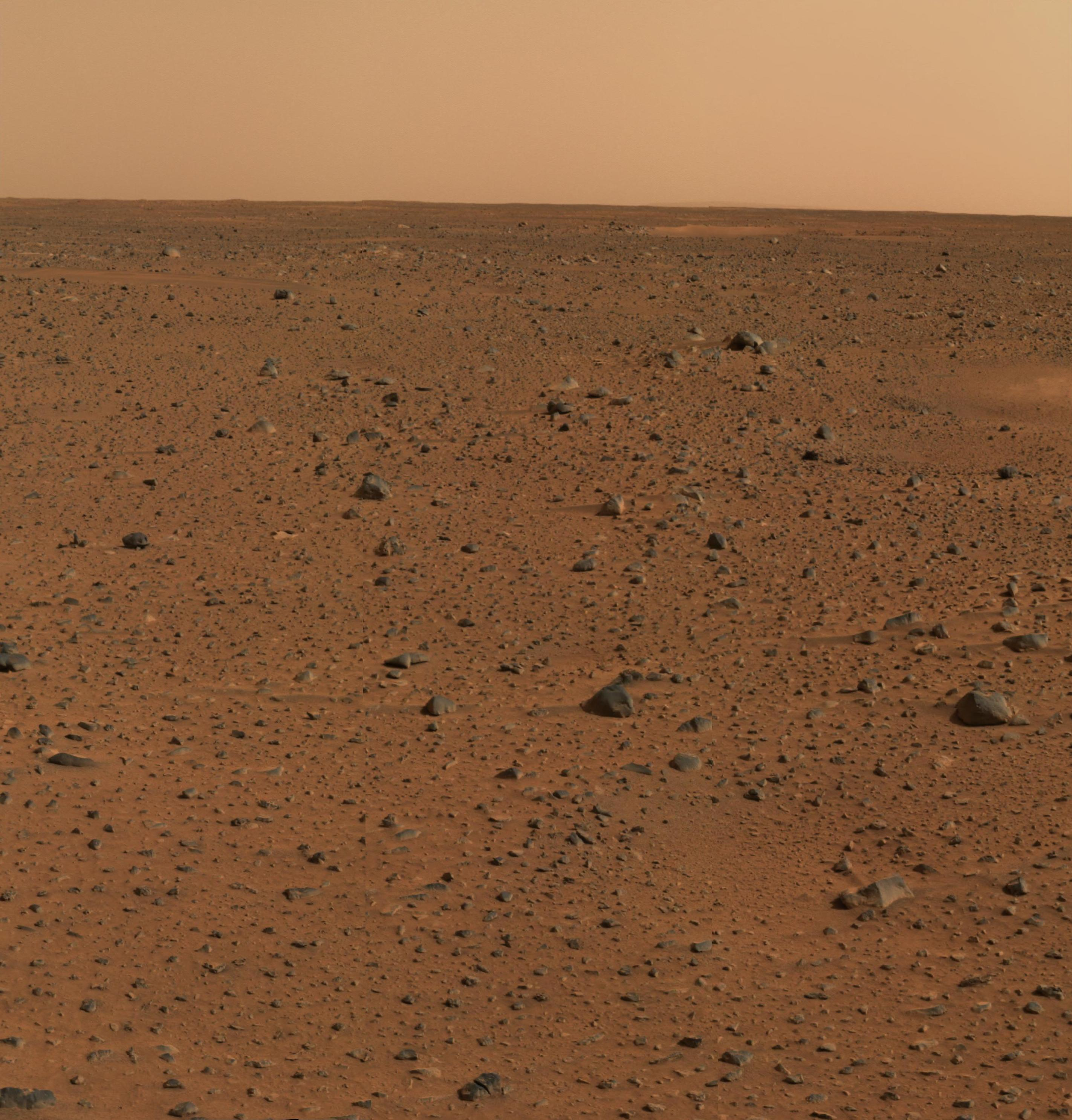
Первый вид поверхности Марса с марсохода (Спирит), район кратера Гусева

## Фильмография
- Три эпизода документального сериала «Nova»
- «Камни Марса. Год спустя», 2005
- «Катание по Марсу», 2006
- «Пять лет на Марсе (Марсианские роботы)», 2008
- «Гибель марсохода» (англ. Death of a Mars Rover), 2011